# William Cavendish, I conte di Devonshire
William Cavendish, I conte di Devonshire (27 dicembre 1552 – 3 marzo 1626), è stato un nobile e politico inglese.

## Biografia

### Infanzia ed educazione
Era il secondogenito di Sir William Cavendish e Bess di Hardwick. Studiò al Clare College di Cambridge.

### Barone Cavendish di Hardwick
Venne creato Barone Cavendish di Hardwick nel 1605, grazie alle raccomandazioni di sua nipote, Arbella Stuart.

### Carriera militare
Partecipò alla colonizzazione delle Bermuda, e fu un sostenitore della colonizzazione della Virginia.

### Conte di Devonshire
La morte di sua madre nel 1608 e la morte del fratello maggiore Henry nel 1616, gli diedero una grande fortuna. Era insieme a Giacomo I nel Wiltshire nel 1618, quando, il 2 agosto, fu creato Conte di Devonshire, mentre la corte alloggiava nel palazzo del vescovo di Salisbury; alcuni ritennero che avesse pagato 10.000 sterline per ottenere il titolo.

### Matrimoni
Sposò il 21 marzo 1580 Anne Kighley o Keighley, figlia di Henry Kighley di Keighley. La coppia ebbe sei figli.
Rimasto vedovo, sposò Elizabeth, figlia di Edward Boughton di Couston, vedova di Sir Richard Wortley di Wortley, dalla quale ebbe un figlio, John, nominato cavaliere del Bagno, quando il principe Carlo fu creato Principe del Galles nel 1618.

### Morte

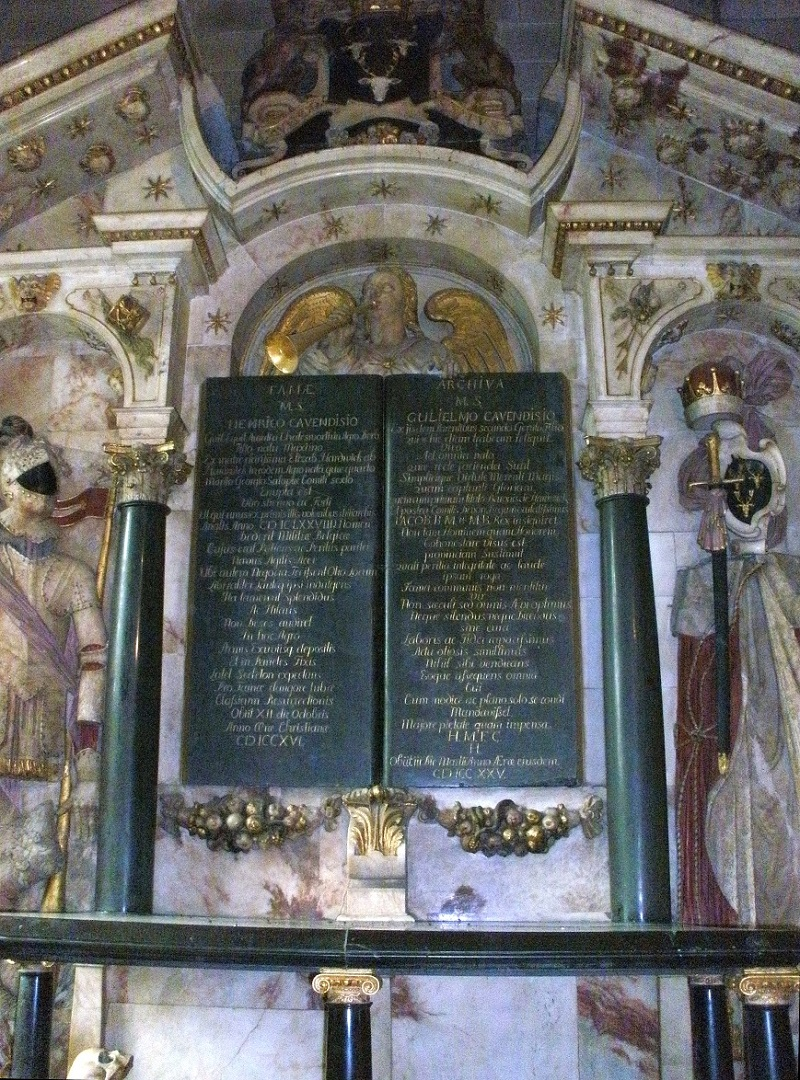
Il Cavendish Memorial nella St Peter's Church, Edensor

Sir John morì il 18 gennaio 1618.

## Discendenza
- Dal primo matrimonio tra Sir John e Anne Kighley nacquero:
  - William Cavendish, II conte di Devonshire (1590-1628);
  - Frances Cavendish (1593-1631), sposò Sir Henry Pierrepont;
  - Gilbert Cavendish, a cui è stata accreditata la paternità a Horae Subsecivae, morì giovane;
  - James Cavendish, morto nell'infanzia.
- Con Elizabeth Boughton, sua seconda moglie, ebbe:
  - John Cavendish, nominato cavaliere del Bagno da Carlo, principe del Galles.

## Ascendenza
|                                          |               |                     | Genitori           |  |  | Nonni |  |  | Bisnonni         |  |  | Trisnonni         |  |
|                                          |               |                     |                    |  |  |       |  |  | Thomas Cavendish |  |  | William Cavendish |  |
|                                          |               |                     |                    |  |  |       |  |  | Thomas Cavendish |  |  | William Cavendish |  |
|                                          |               | Joan Staventon      |                    |  |  |       |  |  | Thomas Cavendish |  |  |                   |  |
| Thomas Cavendish                         |               |                     |                    |  |  |       |  |  | Thomas Cavendish |  |  |                   |  |
|                                          |               | Catherine Scudamore | James Scudamore    |  |  |       |  |  |                  |  |  |                   |  |
|                                          |               | Catherine Scudamore | James Scudamore    |  |  |       |  |  |                  |  |  |                   |  |
|                                          |               | Catherine Scudamore | Eleanor Whitney    |  |  |       |  |  |                  |  |  |                   |  |
| William Cavendish                        |               | Catherine Scudamore |                    |  |  |       |  |  |                  |  |  |                   |  |
|                                          |               | John Smith          | …                  |  |  |       |  |  |                  |  |  |                   |  |
|                                          |               | John Smith          | …                  |  |  |       |  |  |                  |  |  |                   |  |
|                                          |               | John Smith          | …                  |  |  |       |  |  |                  |  |  |                   |  |
| Alice Smith                              |               | John Smith          |                    |  |  |       |  |  |                  |  |  |                   |  |
|                                          |               | Alice Brecknock     | John Brecknock     |  |  |       |  |  |                  |  |  |                   |  |
|                                          |               | Alice Brecknock     | John Brecknock     |  |  |       |  |  |                  |  |  |                   |  |
|                                          |               | Alice Brecknock     | Lettice Spignurel  |  |  |       |  |  |                  |  |  |                   |  |
| William Cavendish, I conte di Devonshire |               | Alice Brecknock     |                    |  |  |       |  |  |                  |  |  |                   |  |
|                                          | John Hardwick | John Hardwick       |                    |  |  |       |  |  |                  |  |  |                   |  |
|                                          | John Hardwick | John Hardwick       |                    |  |  |       |  |  |                  |  |  |                   |  |
|                                          | John Hardwick | Elizabeth Bakewell  |                    |  |  |       |  |  |                  |  |  |                   |  |
| John Hardwick                            | John Hardwick |                     |                    |  |  |       |  |  |                  |  |  |                   |  |
|                                          |               | Elizabeth Pinchbeck | Thomas Pinchbeck   |  |  |       |  |  |                  |  |  |                   |  |
|                                          |               | Elizabeth Pinchbeck | Thomas Pinchbeck   |  |  |       |  |  |                  |  |  |                   |  |
|                                          |               | Elizabeth Pinchbeck | Anne Greene        |  |  |       |  |  |                  |  |  |                   |  |
| Bess Hardwick                            |               | Elizabeth Pinchbeck |                    |  |  |       |  |  |                  |  |  |                   |  |
|                                          |               | Thomas Leake        | William Leeke      |  |  |       |  |  |                  |  |  |                   |  |
|                                          |               | Thomas Leake        | William Leeke      |  |  |       |  |  |                  |  |  |                   |  |
|                                          |               | Thomas Leake        | Catherine Chaworth |  |  |       |  |  |                  |  |  |                   |  |
| Elizabeth Leake                          |               | Thomas Leake        |                    |  |  |       |  |  |                  |  |  |                   |  |
|                                          |               | Margaret Fox        | William Fox        |  |  |       |  |  |                  |  |  |                   |  |
|                                          |               | Margaret Fox        | William Fox        |  |  |       |  |  |                  |  |  |                   |  |
|                                          |               | Margaret Fox        | …                  |  |  |       |  |  |                  |  |  |                   |  |
|                                          |               | Margaret Fox        |                    |  |  |       |  |  |                  |  |  |                   |  |